# جيم وايت (موسيقي)
جيم وايت (بالإنجليزية: Jim White)‏ هو موسيقي أسترالي، ولد في 1962.

## وصلات خارجية
- جيم وايت على موقع ميوزك برينز (الإنجليزية)
- جيم وايت على موقع ميوزك برينز (الإنجليزية)
- جيم وايت على موقع أول ميوزيك (الإنجليزية)
- جيم وايت على موقع ديسكوغز (الإنجليزية)